# Осман Майртупський
Осман Майртупський (або Осман Мічикський) — чеченський полководець, уродженець чеченського аула Майртуп, в 1859 став наїбом округу Північно-Кавказького імамату, якою знаходився між річками Хулхулау і Гумс (Мала Чечня). Один із найсправедливіших, авторитетних і хоробрих наїбів Імамата.

## Біографія
Був одним із головних наїбів імама Шаміля при обороні аула Ведено — столиці імамату.
У 1859 році наїб Осман зі своїм загоном робив військові дії проти загону військ графа Ностіца, головною метою яких було перешкодити переселенню чеченців, що проживають між річками Хулхулау і Гумс на рівнину.
Після відступу Шаміля з Чечні пішов разом із ним у Дагестан. Осман був одним із найавторитетніших і хоробрих наїбів Шаміля. До кінця війни Абдурахман писав: «Найсправедливішими наїбами в Чечні були Шуаїб, Соїб Ерсеноївський, Ахбердян Мухаммед, Талхіг, Осман і Ума із Зунси». Після падіння столиці Імамата Дарго — Ведено в квітні 1859 інший літописець Шаміля — Мухаммед Тахір — писав: «Тоді вони вийшли з Дарго і вночі його покинули. Таким чином, всі вілаєти Чечні, один за одним, підпали під владу росіян. З жителів цих вілайєтів ніхто не пішов з імамом, крім одного наїба, Османа, і тих, хто був раніше з ним».
Імам його любив за старанність під час несення військової служби. Він був відданий і вірний імаму та релігії, відрізнявся безмежною хоробрістю та відвагою. Був нагороджений орденом із написом «Цей почесний знак імам дарував тому, хто виявив геройство в народі».
У чеченських селищах про нього говорять як про найвідданіший, хоробрий і високопорядний наї серед усіх чеченських наїбів Шаміля. Осман — один із тих, хто весь свій стан і знання віддав справі боротьби за свободу свого народу. Він був не лише молодим і талановитим наїбом, а й чудовим вченим-законознавцем та знавцем арабської граматики. В юності він навчався у Мухаммеднабі з Ахтов, Джамалудіна Казікумухського та інших знаменитих дагестанських учених.
Абдурахман з Казикумуха залишив нам такі добрі слова про нього: «Коли в Чечні справи були розхитані (частина чеченців підкорилася Росії, а частина залишалася непокірною) (друга половина 1858 — початок 1859. — Ю. Д.), а Шаміль стояв табором з військом в Ічкерійському лісі, цей наїб прийшов до нього з сотнею з гаком осідланих коней, захоплених при винищенні донських козаків. Шаміль подарував йому свою шашку на знак любові та поваги до нього.
Коли Шаміль покинув Чечню і перейшов до Дагестану, цей наїб зі своєю сім'єю вирушив з ним, але коли Шаміль піднімався на гору Гуніб, він повернув його з дороги до себе на батьківщину, соромлячись за його велику родину та малих дітей».